# Histoire des Juifs au Cap-Vert
L'histoire des Juifs au Cap-Vert a fait l'objet de nombreuses recherches modernes. L'installation des populations s'est faite en plusieurs vagues dès le XVIe siècle.

## Origines
Les historiens s'accordent à dire que l'installation de populations juives au Cap-Vert est la conséquence des Inquisitions espagnole et portugaise. Persécutés, les Juifs espagnols et portugais étaient souvent contraints de, soit se soumettre à l'apostasie, soit fuir, ou bien les deux. Beaucoup de Juifs portugais se sont convertis au christianisme, devenant des nouveaux chrétiens (en espagnol : cristãos novo), et se sont réfugiés dans les îles du Cap-Vert, alors colonie du Portugal. Au Cap-Vert, les Juifs étaient autorisés à faire du commerce, y compris la traite d'esclaves, du moment qu'ils ne portaient pas atteinte aux monopoles commerciaux portugais.
Au Cap-Vert, les Juifs ont connu plusieurs épisodes de persécution. En 1548, des Juifs ont été déplacés sur l'île de Santo Antao, envoyés comme détenus et exilés (degregados) par le gouvernement portugais. Autre exemple, en 1672, une branche de l'Inquisition portugaise s'est établie au Cap-Vert et  a décidé de la confiscation des commerces juifs. Beaucoup de ces christaos novos ont caché leur véritable identité juive jusqu'à la fin des années 1700, lorsque les idées de l'Inquisition et de la persécution religieuse ont disparu.
Une deuxième arrivée de Juifs au Cap-Vert s'est faite au XIXe siècle, provenant du Maroc et de Gibraltar, fuyant pour la plupart la persécution. Ils travaillaient dans l'industrie charbonnière ou dans le commerce. Beaucoup étaient des hommes célibataires et se sont mariés avec des autochtones.

## Aujourd'hui
Il n'y a plus de population juive pratiquante au Cap-Vert, la plupart ayant décidé de partir vivre en Israël. Il reste quatre cimetières juifs sur les îles du Cap-Vert :
- Cidade da Praia, île de Santiago,
- Cidade da Ponta do Sol, île de Santo Antao,
- Campinas - Penha de Franca, île de Santo Antao,
- Paul, île de Santo Antao.

En 1995, la Société d'amitié Cap Vert-Israël a été créée pour revitaliser la vie juive dans les îles. Aussi, une organisation américaine, la Cape Verde Jewish Heritage Project a été fondée pour restaurer les cimetières juifs et créer des archives relatives à la généalogie des juifs du Cap-Vert. Selon son président Carol Castiel, son but est d'« honorer la mémoire et explorer les contributions des nombreuses familles juives séfarades qui ont émigré au Cap-Vert depuis le Maroc et Gibraltar au milieu du XIXe siècle ». Ce projet a fait l'objet de plusieurs articles,.
Un village sur l'île de Santo Antão s'appelle encore aujourd'hui Sinagoga en référence à la communauté juive de l'époque. 
Carlos Veiga, homme d'État cap-verdien, Premier ministre du pays du 26 janvier 1991 au 29 juillet 2000, est le petit-fils d'immigrants juifs originaires de Gibraltar, arrivés au Cap-Vert au milieu du XIXe siècle.